# Mico mauesi
Mico mauesi és una espècie de primat de la família dels cal·litríquids que viu al Brasil.